# Potentilla exuta
Potentilla exuta är en rosväxtart som beskrevs av J. Soják. Potentilla exuta ingår i Fingerörtssläktet som ingår i familjen rosväxter. Inga underarter finns listade i Catalogue of Life.